# Tanjung Beringin (Tabir Barat)
Tanjung Beringin is een bestuurslaag in het regentschap Merangin van de provincie Jambi, Indonesië. Tanjung Beringin telt 355 inwoners (volkstelling 2010).